# Sekretáza

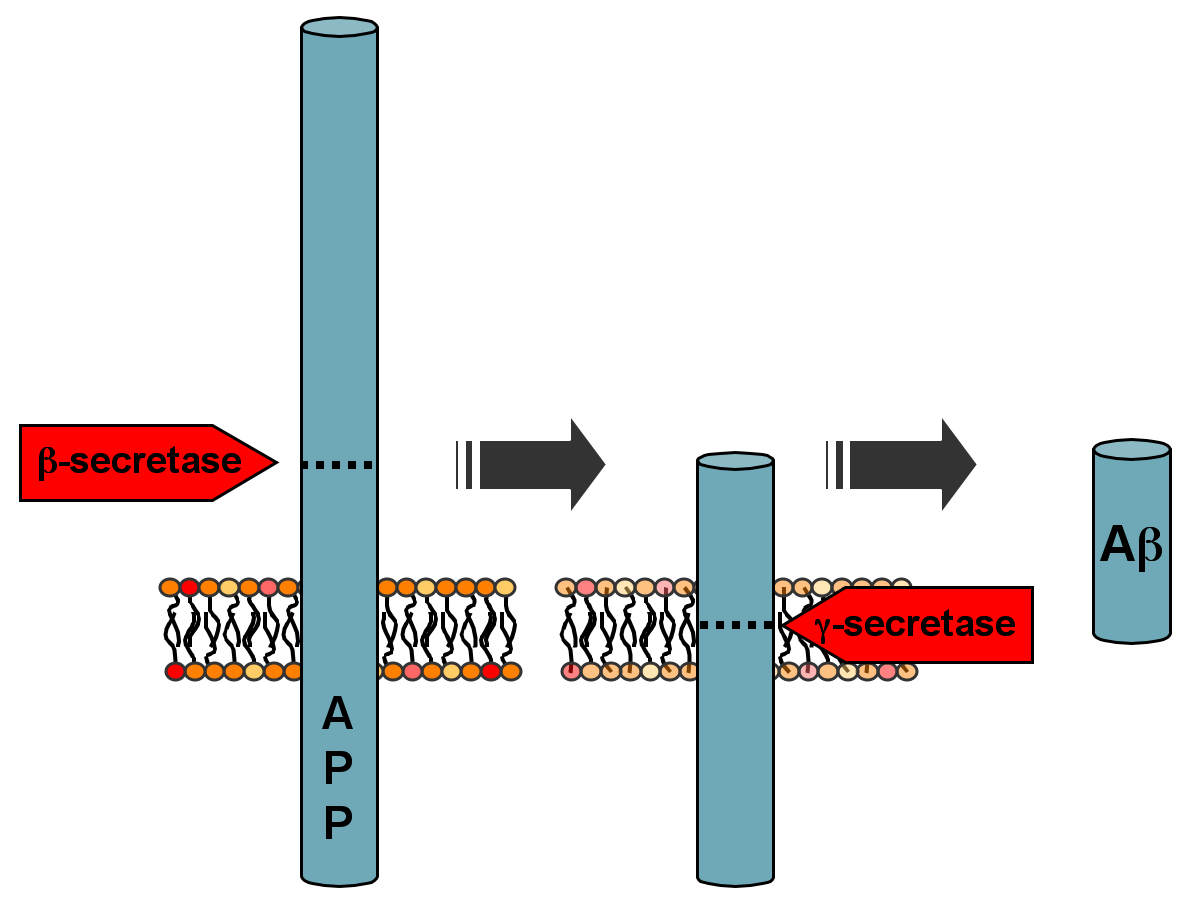
APP protein a místa, kde je štěpen sekretázami beta a gama

Sekretázy jsou proteázy štěpící transmembránové proteiny – jejich substrátem je např. amyloidový prekurzorový protein (APP), angiotenzin konvertující enzym (ACE), transformující růstový faktor α (TGFα) a faktor nádorové nekrózy (TNF). Patří k nim:
- α-sekretáza (Zn2+-dependentní proteáza)
- β-sekretáza (BACE)
- γ-sekretáza (komplex obsahující mj. presenilin)

Všechny tři jsou schopné štěpit APP, přičemž β-sekretáza a γ-sekretáza jsou potřeba pro uvolnění amyloidu beta (42 aminokyselin, tzv. Aβ42), který je patologickou příčinou Alzheimerovy choroby. Alfa-sekretáza vytváří z APP proteinový produkt o délce 26 aminokyselin, který zřejmě Alzheimerovu chorobu nezpůsobuje.